# Chad Laprise
Chad David Laprise, född 23 juli 1986 i Chatham (nuvarande Chatham-Kent), är en kanadensisk MMA-utövare som sedan 2014 tävlar i organisationen Ultimate Fighting Championship.